# عبد الرحيم العلام
عبد الرحيم العلام (22 ديسمبر 1963) باحث مغربي، حاصل على الدكتواره في القانون الدستوري وعلم السياسية. نشر العديد من مقالات الرأي في جرائد مغربية ورقية وإلكترونية وشارك في عدة ملتقيات وندوات علمية.

## مسيرته
ولد بفم الجمعة (إقليم أزيلال) يوم السبت 22 ديسمبر 1963. تابع تعليمه الأولي بنفس البلدة، وتابع دراسته الإعدادية والثانوية بالرباط، حيث التحق بكلية الآداب والعلوم الإنسانية بالرباط فحصل منها على شهادة الإجازة في الآداب عام 1986 وعلى شهادة دبلوم الدراسات العليا في الأدب الحديث عام 1991.
بدأ النشر أواسط الثمانينيات بالعلم الثقافي. أصبح عضوا في اتحاد كتاب المغرب عام 1991، وانتخب في مكتبه المركزي للاتحاد (المؤتمر 13) نائبا للكاتب العام. ثم انتخب عضوا في المكتب المركزي للاتحاد (المؤتمر 15) أمينا لمال الاتحاد.
وهو عضو في جمعيات ومنتديات دولية ووطنية، من بينها (جمعية أصدقاء كازانزاكي الدولية وجمعية الباحثين بكلية الآداب بالرباط ومنتدى فكر وحوار ببني ملال...) وعضو في الهيئة الاستشارية لمجلة «عمان» الأردنية.

## أعماله
يتوزع إنتاجه بين النقد الأدبي والمقالة الأدبية والمتابعات الصحفية، كما أن له مجموعة من الحوارات الصحفية مع العديد من الفعاليات الثقافية، المغربية والعربية والأجنبية، نشرت في عدد من المنابر المحلية والأجنبية.
نشر له في عد من المنابر الثقافية المحلية والأجنبية: العلم الثقافي، الاتحاد الاشتراكي، الشرق الأوسط، الإشارة، آفاق، الثقافة المغربية، المناهل، وغيرها.
من أعماله:
- كينونة النص الروائي. قضايا السارد في لعبة النسيان، الرباط، منشورات الموجة، 1996.
- رواية الأوهام وأوهام الرواية، منشورات جمعية الأعمال الاجتماعية لوزارة الشؤون الإدارية، الرباط، 1997.
- الشاعر لم يمت، منشورات شراع. 1998.
- سؤال الحداثة في الرواية المغربية، إفريقيا الشرق، الدار البيضاء، 1999.
- الرواية المغربية بالعربية (من التأسيس إلى الامتدادات)، منشورات اتحاد كتاب المغرب، الرباط، 2000.
- الفوضى الممكنة. دراسات في السرد العربي الحديث، دار الثقافة، الدار البيضاء، 2001.

## روابط خارجية
- صفحة عبد الرحيم العلام على موقع goodreads.com